# 勒廷根
勒廷根（德語：Röttingen，發音：[ˈʁœtɪŋən] ⓘ）是德国巴伐利亚州下弗兰肯行政区维尔茨堡县的城市，面积27.21平方千米，2023年12月31日人口为1,673人。